# Grupa wywiadowczo-rozpoznawcza „Wisła”
Grupa wywiadowczo-rozpoznawcza „Wisła” – oddział dywersyjno-rozpoznawczy Wojska Polskiego.

## Działania grupy
Grupa została zorganizowana i przeszkolona w Lublinie przez 2 Oddział sztabu Głównego Wojska Polskiego. Jej dowódcą był 20 letni ppor. Kazimierz Cieliszak, pseudonim „Staszek”, „Wisła”, były partyzant 27 Wołyńskiej Dywizji AK. Zastępcą dowódcy został 23 letni st. sierż. Józef Kuriata ps. „Duży”, były żołnierz Armii Czerwonej, a radiotelegrafistą był sierż. Franciszek Mazurkiewicz ps. „Romek”. W skład grupy wchodzili jeszcze Włodzimierz Skrebiec ps. „Włodek” i Stanisław Pawłowski ps. „Janek”. Podczas szkolenia grupy dużo czasu poświęcono na wyrobienie umiejętności rozpoznawania formacji niemieckich i stopni oraz praktyczne wykonywanie prac sapersko-minerskich. Zapoznawano się również z mapami terenu, na którym grupa miała działać.
Start grupy nastąpił z lotniska w rejonie Białej Podlaskiej. Ze względu na trudne warunki atmosferyczne zrzut grupy nastąpił dopiero za trzecim razem nocą z 23 na 24 stycznia 1945. Podczas lądowania Cieliszak i Kuriata zawiśli na drzewach, ale zostali uwolnieni przez pozostałych członków grupy. Rozpoczęto poszukiwanie zasobnika z wyposażeniem, ale okazało się, że został rozbity z powodu przeładowania. Utracona została żywność, materiały wybuchowe i zapasowe baterie do radiostacji. Zanim zniszczyli spadochrony, wycięli z nich po kilka par onuc. Po wylądowaniu okazało się, że nie jest to wyznaczony teren nad Odrą, ale rejon Strużka – Gubin – Lubsko – Zasieki. Grupa nawiązała łączność ze sztabem, który polecił pozostać i działać na tym terenie. Mapy okazały się nieprzydatne ze względu na zmieniony teren. Wkrótce otrzymali rozkaz udania się nad Nysę Łużycką, by rozpoznać w trójkącie Guben – Forst – Lubsko stacjonujące jednostki niemieckie i ustalić ich przybliżoną liczebność, uzbrojenie, rejony koncentracji oraz rozmieszczenie węzłów oporu.
Dane o nieprzyjacielu zdobywano na początku drogą bezpośredniej obserwacji, a niezwykle cenne okazały się kontakty z Polakami wywiezionymi na przymusowe roboty. Wiele informacji i bezpośredniej pomocy udzielił Henryk Damięcki, który pracował w Gubinie przy wyładunku i rozwożeniu węgla. Władający językiem niemieckim dowódca grupy robił często wypady do Gubina i Lubska. Meldunki nadawała grupa codziennie drogą radiową i zawierały one cenne wiadomości. Do osiągnięć grupy należy zaliczyć wykrycie transportów jednostek pancernych przerzucanych z frontu w Ardenach, rozpoznanie niemieckich umocnień i zaminowanie obiektów nad Nysą Łużycką, zlokalizowanie w lasach koło Gubina kompleksu obiektów i urządzeń dywizji grenadierów pancernych Grossdeutschland, wysadzenie transportu wojskowego w okolicach Lubska na trasie Gubin – Lubsko – Żary – Wrocław. Przerwa w ruchu trwała trzy doby, a nieprzyjaciel poniósł znaczne straty w sprzęcie i ludziach. Otrzymali za ten czyn Krzyże Walecznych.
Rozpoznanie jednostek niemieckich wiązało się z poszukiwaniem przez wywiad radziecki wojsk hitlerowskich wycofywanych z zachodu do wzmocnienia frontu wschodniego. Wykrycie przez grupę transportów jednostek pancernych z frontu w Ardenach w rejon Gubina był powodem przesłania od dowództwa radzieckiego specjalnego podziękowania. Udało, im się zebrać informacje o przemyśle zbrojeniowym, produkcji części do samolotów i okrętów podwodnych, sprzętu artyleryjskiego, wyrobów chemicznych oraz szczegółowo rozpoznali lotnisko położone koło Gubina. W okresie od 29 stycznia do 17 lutego 1945 grupa „Wisła” przekazała 23 radiogramy do centrali, które zawierały istotne wiadomości. Grupa po zakończeniu działań nad Nysą Łużycką przeżyła ciężkie chwile przy zetknięciu się z Armią Czerwoną, ponieważ nie uwierzono, że są polskimi spadochroniarzami, ale dywersantami i postawili ich pod ścianą. Dopiero w ostatniej chwili oficer NKWD wstrzymał egzekucję.
17 lutego przez Krosno Odrzańskie, Rawicz, Częstochowę i Łódź grupa powróciła do Włoch pod Warszawę. Za „Włodka” i „Janka”, którzy odeszli do innych jednostek weszli do grupy: Tadeusz Strusiński oraz Bogdan Kyrcz. Na przełomie marca i kwietnia 1945 grupa została przetransportowana w rejon Łagiewnik koło Gniezna i wyrzucona w rejonie jez. Mueritz w Meklemburgii. Działała tam do 1 maja, a jej członkowie świętowali 9 maja 1945 w punkcie zbornym w Neustrelitz.

## Pamięć o grupie

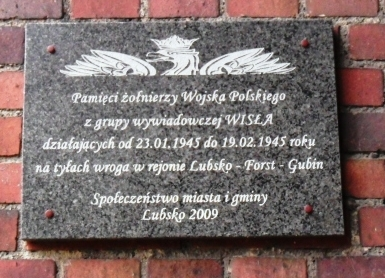
Tablica pamiątkowa na Baszcie Pachołków w Lubsku

W kwietniu 1967 roku część grupy z dowódcą por. Kazimierzem Cieliszakiem gościła u kombatantów w Lubsku. Zwiedzili miejsce działań oraz odszukali miejsce wysadzenia pociągu.
23 stycznia 1986 odbyło się w Lubsku wspólne posiedzenie ZW ZBoWiD w Zielonej Górze i ZW Stowarzyszenia „Wisła–Odra”, podczas którego podjęto rezolucję o upamiętnieniu miejsca lądowania „Wisły”. 10 maja 1987 na leśnej polanie koło miejscowości Strużka, w miejscu lądowania grupy odbyła się manifestacja i odsłonięcie obelisku ku czci grupy. W uroczystości wzięła udział żona Kazimierza Cieliszaka Krystyna oraz siostra Janina i brat Jerzy. Odsłonięcia obelisku dokonała żona K. Cieliszaka w asyście zaproszonych gości. Na płycie znajduje się motto: „Orły nasze lotem błyskawicy, staną u dawnej Chrobrego granicy” i napis: „Tutaj lądowała 23 stycznia 1945 roku bojowa grupa Wojska Polskiego „Wisła”. Mężnym ku chwale, potomnym ku pamięci. Dnia 12 października 1986 r.”.
8 i 9 maja 1988 uczestnicy grupy J. Kuriata i F. Mazurkiewicz byli gośćmi 2 Batalionu Rozpoznawczego w Gubinie i zostali odznaczeni Medalem „Rodła” oraz pośmiertnie K. Cieliszak.
4 września 2008 odbyła się kolejna uroczystość odsłonięcia tablicy wykonanej z granitu z wyrytym dotychczasowym tekstem. Organizatorem uroczystości był Lubuski Związek Byłych Żołnierzy Zawodowych i Oficerów Rezerwy oraz władze samorządowe Bobrowic, Lubska i gminy Gubin. Przybyło wielu gości m.in. gen. dyw. rez. Adam Rębacz, dowódca 11 Dywizji Kawalerii Pancernej gen. dyw. Paweł Lamla, płk w st. spocz. Michał Kupiec.
11 listopada 2009 na Baszcie Pachołków w Lubsku, burmistrz miasta odsłonił tablicę pamiątkową ku czci grupy „Wisła”.